# Nemocnice Hilel Jafe

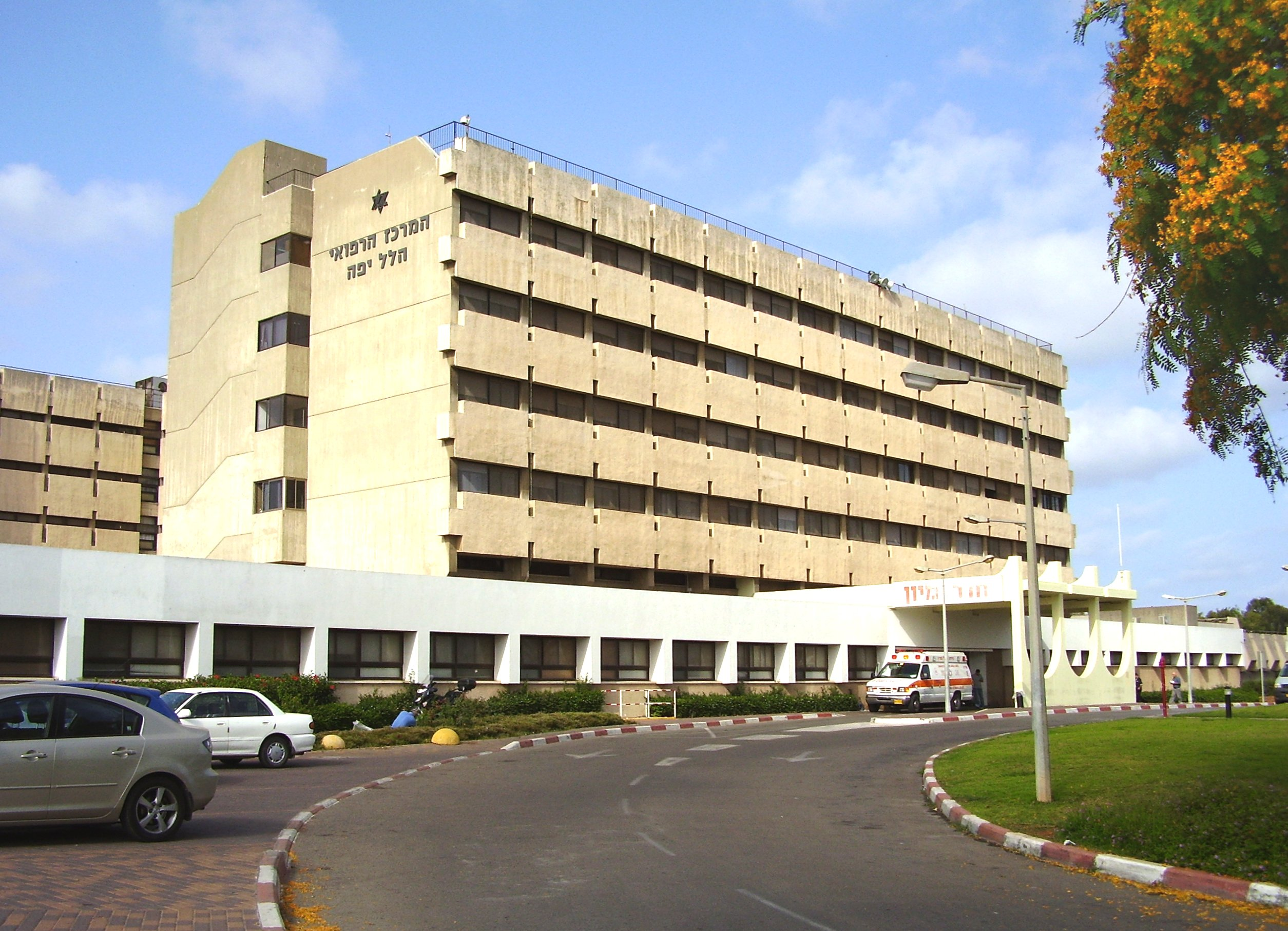
Hlavní budova nemocnice

Nemocnice Hilel Jafe (hebrejsky: מרכז רפואי הלל יפה‎, Merkaz refu'i Hilel Jafe, doslova Lékařské středisko Hilela Jafeho) je nemocnice v západní části města Chadera v Izraeli.

## Geografie
Leží v nadmořské výšce cca 20 metrů na západním okraji Chadery, cca 1,5 kilometru od pobřeží Středozemního moře. Na západní straně ji ohraničuje dálnice číslo 2, na severu nezastavěná oblast příbřežních dun a na jihu a jihovýchodě zastavěné území města. Podél areálu nemocnice prochází ulice ha-Šalom.

## Popis
Je pojmenována podle Hilela Jafeho (přepisován též jako Hillel Jaffe nebo Hillel Yaffe), který na přelomu 19. a 20. století patřil mezi zakladatele lékařské vědy v židovské komunitě v tehdejší Palestině a zabýval se eliminací malárie, která postihovala židovské průkopníky. Nemocnice vznikla roku 1957 jako provizorní komplex státní zdravotní péče pro obyvatele tohoto regionu. Postupně procházela přestavbou, v roce 1980 bylo otevřeno nové lůžkové centrum. Zájmové území nemocnice slouží 400 000 obyvatelům od Zichron Ja'akov na severu, po město Netanja na jihu a Umm al-Fachm na východě. Nemocnicem má cca 1500 zaměstnanců a kapacitu 495 lůžek.